# Басунов, Владимир Андреевич
Владимир Андреевич Басунов (26 августа 1949, Омск — 5 апреля 2012, Курган) — директор Государственного автономного учреждения «Курганская областная филармония», Заслуженный работник культуры Российской Федерации (1995).

## Биография
Владимир Андреевич Басунов родился 26 августа 1949 года в семье железнодорожника в городе Омске Омской области.
В 1966 году окончил ГПТУ № 22, г. Омск, работал слесарем на заводе.
С 1971 года работал на заводе Кургандормаш, освоил 13 профессий, последняя должность — заместитель начальника цеха.
Окончил Челябинский государственный институт искусства и культуры по специальности «Культурно-просветительская работа».
После института проходит подготовку на курсах менеджеров в Московском институте народного хозяйства им. Г. В. Плеханова.
С 1979 года заместитель директора Курганской областной филармонии.
С 1992 года — директор Курганской областной филармонии. На этом посту он принял эстафету от своего учителя, Валентины Ароновны Шухман. Член ассоциации директоров филармоний Урала.
Благодаря усилиям Владимира Андреевича были реализованы значимые в культурной жизни Курганской области проекты: создание театра оперной антрепризы, Благотворительного фонда поддержки филармонической деятельности в Курганской области (март 2002), профессиональной студии звукозаписи (апрель 2011), проведение фестиваля имени Д. Д. Шостаковича. Особую поддержку и внимание он уделял молодым артистам, окружая их постоянной заботой, не жалея ни времени, ни сил для их профессионального становления. При его активном участии Курганская областная филармония обрела новый облик и техническое содержание.
Председатель Общественного совета при УВД по Курганской области.
Владимир Андреевич Басунов скоропостижно скончался в ночь на 5 апреля 2012 года в одной из больниц города Кургана, где находился лечении. Похоронен на Новом Рябковском кладбище города Кургане Курганской области.

## Награды
- Заслуженный работник культуры Российской Федерации (27 января 1995, За заслуги в области культуры и многолетнюю добросовестную работу)[10]
- Серебряный знак Благотворительного фонда поддержки филармонической деятельности Курганской области[11]

## Семья
- Жена — Раиса Васильевна Лапина, солистка Курганской областной филармонии, заслуженная артистка России
- Дочь — Алевтина
  - Внучка — Анна